# Gopinath Panigrahi
Dr. Prof. Gopinath Panigrahi (1924 - 2004) fue un botánico, y pteridólogo indio.

## Algunas publicaciones
- 1963. Gandhamardan Parbat, Orissa - a potential source of important indigenous drugs
- s.n. Patnaik, Gopinath Panigrahi. 1963. Cytology of some genera of Polypodiaceae in Eastern India. American fern journal ; 53, Nature ; 191-193

### Libros
- tirunilai Rajagopal, gopinath Panigrahi. 1965. New records of species for "Flora of Allahabad". Proc. Nation. Acad. Sci. India ; 36B. 28 pp.
- gopinath Panigrahi, tirunilai Rajagopal. 1968. Studies in the flora of Allahabad: The family gramineae. 1-3 Proc. Nation. Acad. Sci. India, B ; 37. 30 pp.
- tirunilai Rajagopal, gopinath Panigrahi. 1968. Studies The Correct name for Euphorbia microphylla and a new variety. Taxon ; 17. 547 pp.
- gopinath Panigrahi, sri krishna Murti. 1989. Flora of Bilaspur District, Madhya Pradesh. Vol. 1. Ed. Botanical Survey of India. 510 pp.

- La abreviatura «Panigrahi» se emplea para indicar a Gopinath Panigrahi como autoridad en la descripción y clasificación científica de los vegetales.[1]